# Odoardo Majnardi
Odoardo Majnardi, italijanski general, * 4. januar 1888, † 9. julij 1941.